# 多爾頓 (伊利諾伊州)
多爾頓（英語：Dolton）是位於美國伊利諾伊州庫克縣的一個村落。

## 地理
多爾頓的座標為41°37′39″N 87°35′55″W / 41.62750°N 87.59861°W，而該地最高點為海拔高度184米（即604英尺）。

## 人口
根據2010年美國人口普查的數據，多爾頓的面積為12.14平方千米，當中陸地面積為11.83平方千米，而水域面積為0.31平方千米。當地共有人口23153人，而人口密度為每平方千米1,907人。